# Sacris solemniis
| Latinsk originaltext | Svensk översättning |
| --- | --- |
| Sacris solemniis iuncta sint gaudia, et ex praecordiis sonent praeconia; recedant vetera, nova sint omnia, corda, voces, et opera. Noctis recolitur cena novissima, qua Christus creditur agnum et azyma dedisse fratribus, iuxta legitima priscis indulta patribus. Post agnum typicum, expletis epulis, Corpus Dominicum datum discipulis, sic totum omnibus, quod totum singulis, eius fatemur manibus. Dedit fragilibus corporis ferculum, dedit et tristibus sanguinis poculum, dicens: Accipite quod trado vasculum; omnes ex eo bibite. Sic sacrificium istud instituit, cuius officium committi voluit solis presbyteris, quibus sic congruit, ut sumant, et dent ceteris. Panis angelicus fit panis hominum; dat panis caelicus figuris terminum; O res mirabilis: manducat Dominum pauper, servus et humilis. Te, trina Deitas unaque, poscimus: sic nos tu visita, sicut te colimus; per tuas semitas duc nos quo tendimus, ad lucem quam inhabitas. | Med heliga högtider skall glädje förenas och ur mellangärden skall häroldsstämmor ljuda. Det gamla skall träda tillbaka, de skall alla bli nya: hjärtan, röster och verk. Den återupplivas, nattens sista måltid, i vilken Kristus – tros det – lamm och ojäst bröd ska ha gett till bröderna enligt lagar unnade av uråldriga fäder. Efter det typologiska lammet, och fullbordad måltid blev Herrens kropp given till lärjungarna (lika hel till alla som hel till var och en) av hans händer, som det oss berättas Han gav åt de bräckliga kroppens maträtt och gav åt bedrövade blodets kalk, sägande: “Tag emot kärlet jag överlämnar. Drick alla av det”. Sålunda, detta sakrament instiftade han vars tjänst han ville skulle förbindas de enda präster som han så samlar för att emotta och ge åt övriga. Änglars bröd blir mänskors bröd, himmelskt bröd ger figurens* fullbordan. O, märkliga sak: Han äter Herren, den fattige och ödmjuke tjänaren. Dig, trefaldiga gudom och ene, ber vi att du så besöker oss som vi vördar dig. På dina stigar led oss, där vi styr kosan mot ljuset du bor i. |

Sacris solemniis (ungefär "välsignade högtid") är en romersk-katolsk hymn för ottesång till Corpus Christi och votivmässor, tillägnad nattvarden, författad av Thomas av Aquino (1225-1274). 
Den sjätte strofen uppsätts ofta utbruten, och sången uppkallas då efter den första textraden, Panis angelicus (svenska: "änglars bröd"). Sacris solemniis finns med i flera breviarier.
Thomas av Aquino skrev texten på begäran av påve Urban IV, vilken lät instifta Corpus Christi 1264.

## Text
Hymnen utgörs av sju strofer, vilka till innehållet är en lovsång till Jesu närvaro i eukaristin. Stroferna har ursprungligen fyra verser, men då framkommer inte komplexiteten i rimmet. För att betona rimmet brukar den uppställas med sju verser per strof, dock rimmar den också skriven med fyra verser. Formmässigt är Sacris solemniis skriven i klassisk romersk stil med spondéer och blir i den tolkningen sexfotad (men trefotad tolkad som trokéisk) om den skrivs i sju verser i stället för fyra, med en avslutande åttafotad sjunde vers.
Doxologiskt anspelar texten på Daniels bok i Gamla Testamentet, Bibeln, samt på Psalm 78 i Psaltaren. Första strofen börjar "Sacris solemniis" och inbjuder till nattvarden med lovsånger, en önskan om att de hedniska riterna ska försvinna, och att de nya ska finnas i hjärta, röst och handlingar. Andra strofen påminner om Jesu sista måltid med lärjungarna. Tredje, fjärde och femte stroferna berättar om hur Jesus gav lärjungarna sitt kött att äta, fastän han var skör, och sitt blod att dricka, fastän han var nedslagen och sorgsen. Därmed instiftade Jesus nattvarden, och gav prästerna rätten att förrätta den i hans efterföljd.
"Panis angelicus" betyder "änglars bröd". Strofen som inleds så handlar om nattvardsbrödet, ett levande bröd från himlen, ett mirakel. De fattiga och nedslagna ska födas av sin Herre. Sjunde strofen handlar om treenigheten, med en avslutande trosbekännelse och bön till Gud att leda till den rätta vägen, till ljuset.

## Tonsättning
Det finns flera tonsättningar av Sacris solemniis,  komponerade av bland andra Johannes Brassart, Claudio Casciolini, Ignaz Reimann, Douglas Walter Scott. 
Den under senare år mest berömda tonsättningen av Panis angelicus komponerades 1872 av César Franck för tenor, harpa, cello och orgel.